# Jaroslav Vancl
Jaroslav Vancl (vlastním jménem Jaroslav Wancel) (31. července 1890 Nové Benátky – 22. března 1980 Police nad Metují) byl český podnikatel, vynálezce a výrobce kovových stavebnic Inventor a Merkur.

## Život
Narodil se v roce 1890 v Nových Benátkách (dnes část města Benátky nad Jizerou), kde měl jeho otec Filip Vancl v čp. 119 strojně-zámečnickou dílnu (již zbořená budova ve Vaněčkově ulici, pojmenované po bratranci Jaroslava Vancla, spisovateli Arnoštu Vaněčkovi). Byl nejstarším ze čtyř synů (bratři Miroslav * 1894, Bohuslav * 1896 a Zdeněk * 1898) a když se v otcově dílně vyučil, vydal se na zkušenou; od roku 1910 pracoval jako zámečník u firmy Katschner v Polici nad Metují (továrna na kovové zboží, šrouby a brusle) – stal se tam dílovedoucím, ale v roce 1914 byl propuštěn za vedení stávky. V období první světové války byl zaměstnán v hradecké automobilce.

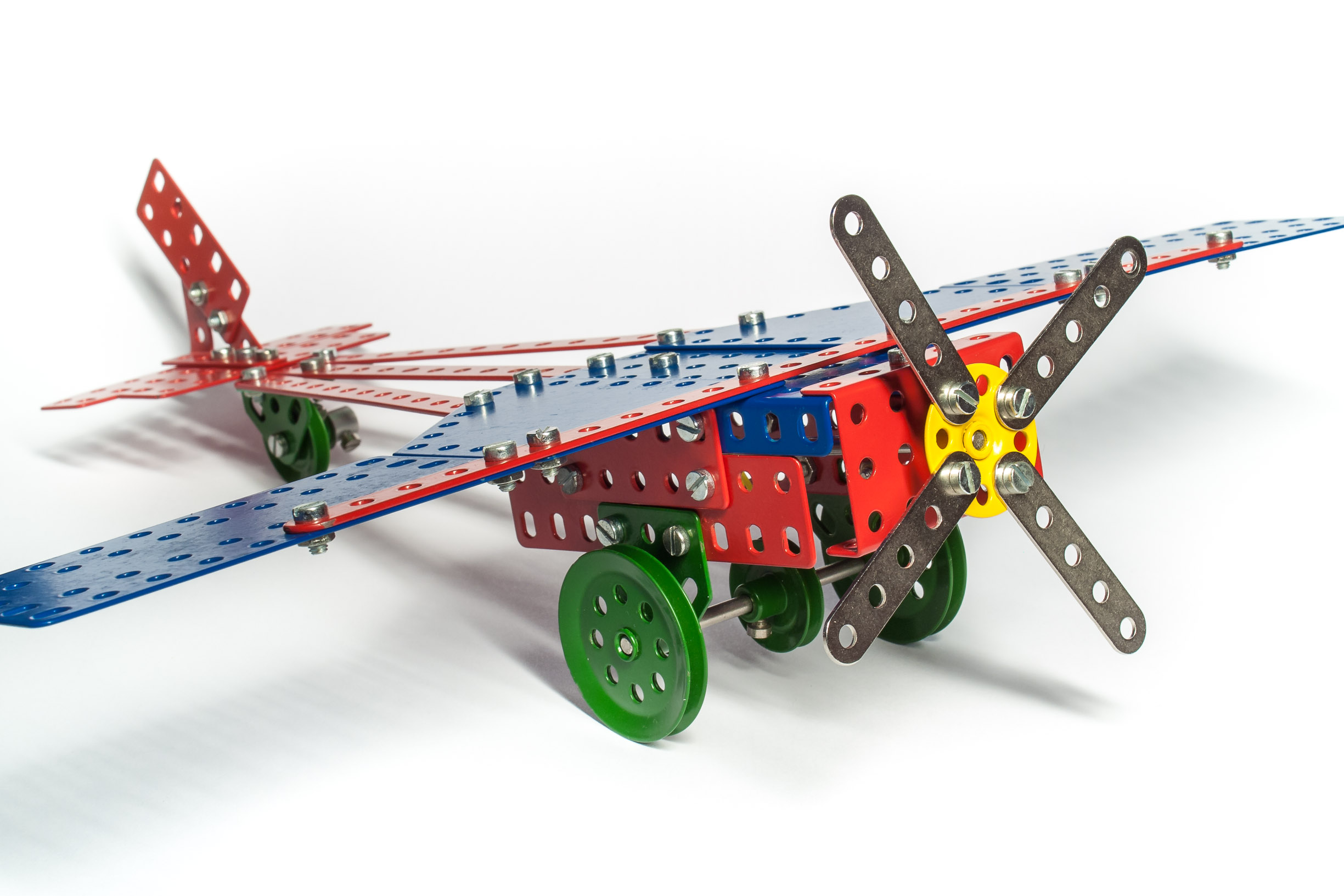
Model postavený ze stavebnice Merkur

Po válce začal sám podnikat. Nejprve založil firmu Artesia, která se zabývala vrtáním artéských studní a vrtáním do železa. Potřebné zařízení, vrtáky a vrtací korunky mu poskytovala otcova strojírna v Benátkách nad Jizerou. Už v roce 1920 vystihl poválečnou poptávku po hračkách a možnost uplatnění svých nápadů (jeho první návrhy kovových stavebnic jsou z roku 1910): založil v Polici nad Metují firmu Inventor, která začala vyrábět stejnojmennou stavebnici (jejím principem bylo spojování kovových dílků pomocí háčků) a v roce 1925 uvedl na trh stavebnici Merkur (barevně lakované dílky s otvory o průměru 4 mm se spojují šroubky a matičkami se závitem M3,5). V roce 1931 zahájil výrobu kovové stavebnice budov, Metropol, jejíž hlavními stavebními součástkami byly destičky a která byla s Merkurem kompatibilní.
V období první republiky byla firma úspěšná, Jaroslav Vancl své výrobky postupně zdokonaloval a rozšiřoval o další prvky. Věnoval se i obchodní stránce, investoval do reklamy a patentové ochrany nejen v Evropě, ale i v zámoří. Modely ze svých stavebnic vystavoval ve výlohách obchodních domů a také například na Světové výstavě v Chicagu či Pražském vzorkovém veletrhu.
Pod značkou Merkur se prodávaly i elektrické modely plechových vláčků, které zkonstruoval Vanclův zeť František Jirman. Za druhé světové války byla pro nedostatek barevných kovů výroba omezena, po válce se sice na krátkou dobu obnovila, ale firma byla po roce 1948 znárodněna. Jaroslav Vancl nejen musel předat továrnu Okresnímu průmyslovému podniku a opustit byt v továrním areálu, ale bylo mu i soudně nařízeno zaplatit za materiál, který ještě jako ředitel pro firmu objednal. Aby tento dluh mohl splácet, byl nucen až do svých 80 let pracovat ve své bývalé továrně jako soustružník. Paradoxně snad i díky tomu si v té době dále vyráběná stavebnice Merkur zachovala svou kvalitu, protože zaměstnanci brali Jaroslava Vancla stále jako šéfa, i když stál u soustruhu. V podniku pracovali i jeho dva zeťové, takže si nikdo nedovoloval něco ošidit.
Jaroslav Vancl měl se svojí ženou Vilemínou roz. Teichmanovou (sňatek 12. července 1913) tři dcery, Vilemínu (* 1911), Ludmilu (* 1914) a Věru (* 1921). Zemřel v roce 1980 v Polici nad Metují, kde je i pohřben.